# Шоколадні кульки
Шоколадні кульки, хукладбуль, хавребуль (швед. chokladboll — шоколадна кулька, швед. havreboll — вівсяна кулька) — традиційний шведський кондитерський виріб у Різдво Христове.
У Швеції шоколадні кульки виробляються з какао-порошку, цукру, кулінарного жиру, вівсяних пластівців, ванільного цукру і залежно від рецепта з додаванням кількох крапель міцної кави або рому. Інгредієнти добре перемішуються, з отриманого тіста формуються кульки розміром трохи менше м'ячів для гольфу, які потім обвалюються в цукрі великого помелу або кокосовою стружкою і поміщаються на деякий час в холодне місце.

## Історія
Вівсяна кулька, найімовірніше, була винайдена під час Другої світової війни, коли через нормування було обмежено постачання пшеничного борошна, що спричинило пошук замінників. У 1943 році данське видання Nationaltidende опублікувало невелику брошуру для домогосподарок під назвою «Винахідливість під час кризи» (дан. Opfindsomhed i en krisetid), що містила рецепт havregrynskugle. Існує також засекречене оголошення про кондитерський виріб з назвою negerbollar від 1918 року у шведській газеті Svenska Dagbladet. Хоча вміст невідомий, вони описуються як «шоколадно-коко» і продаються в коробках по 300 штук по 1,5 кілограма (3,3 фунта).

## Імена шведською мовою

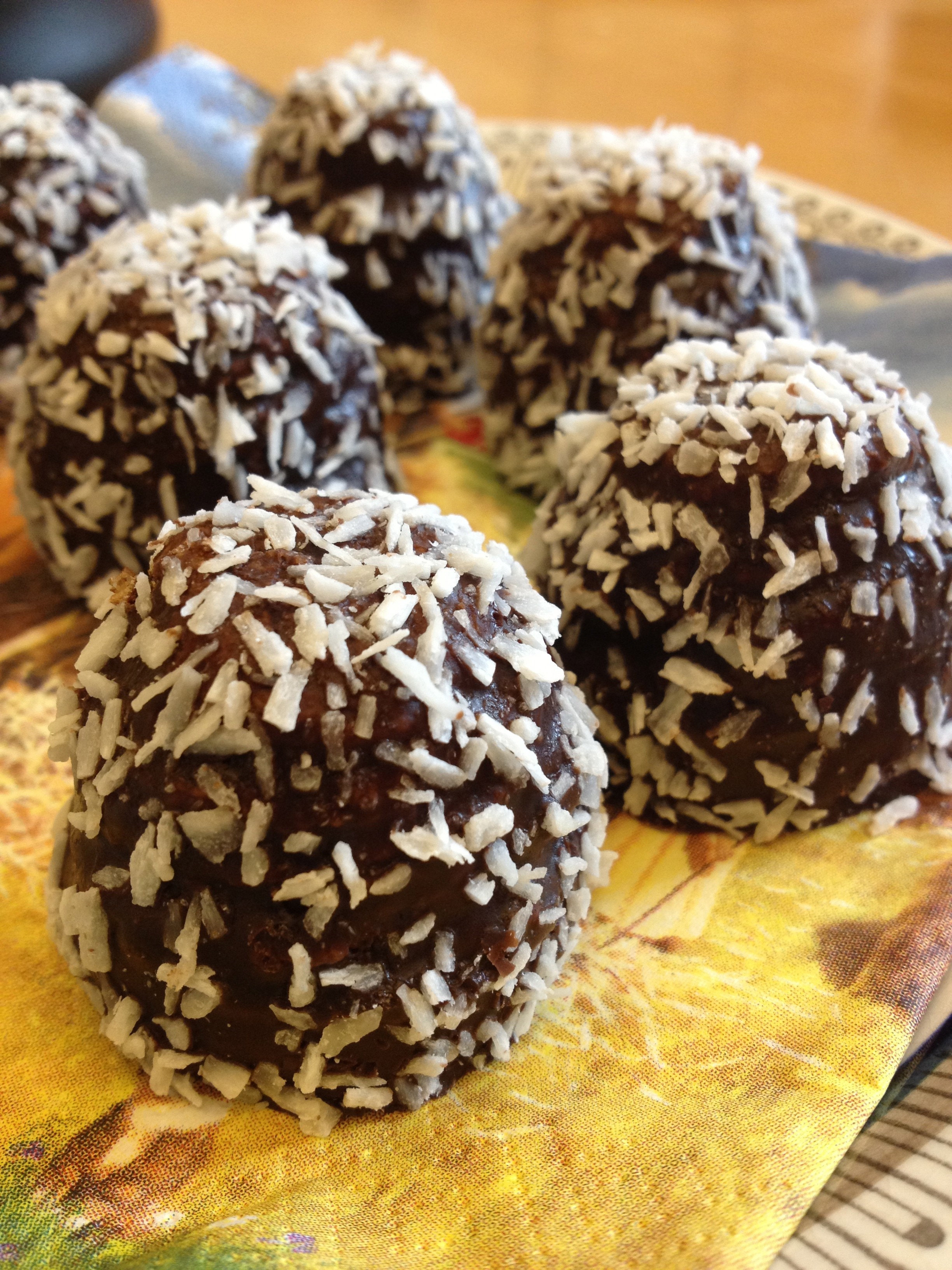

Однією з традиційних назв випічки у шведській мові є negerboll («негритянська кулька»). Через можливі расистські конотації ця назва за останні десятиліття вийшла з ужитку, і зараз найпоширенішою є назва chokladboll («шоколадна кулька»). Коли його виготовляють з подрібненого кокосового горіха, він також відомий як кокосболл (кокосова кулька). Через можливі расистські конотації ця назва за останні десятиліття вийшла з ужитку, і зараз найпоширенішою є назва chokladboll («шоколадна кулька»). Коли його виготовляють з подрібненого кокосового горіха, він також відомий як кокосболл (кокосова кулька).
Доречність назви «неґерболл» як назви кондитерського виробу стала предметом дискусій у ЗМІ, які посилилися через те, що слово «неґер» тепер загалом вважається етнічною лайкою, оскільки зазнало подібних змін у тональності до англійського «неґро». Вперше слово «чокладболл» було додано до орфографічного словника Шведської академії (Svenska Akademiens ordlista) у 2006 році, а до цього там був лише «неґерболл». У 13-му виданні (2006) випічку можна знайти під обома назвами, з коментарем, що chokladboll є рекомендованим терміном. У 14-му виданні (2015) слово negerboll було вилучено.